# Straß in Steiermark
Straß in Steiermark osztrák község Stájerország Leibnitzi járásában. 2017 januárjában 4858 lakosa volt. 

## Elhelyezkedése

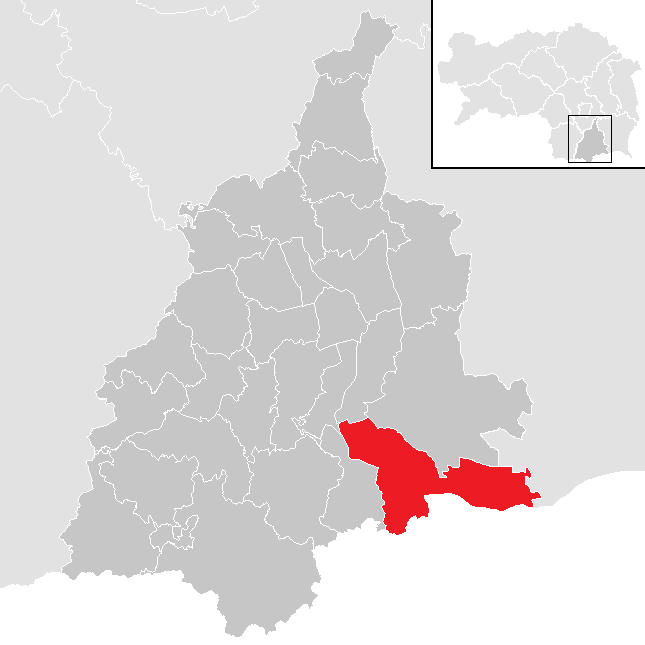
Straß in Steiermark a Leibnitzi járásban

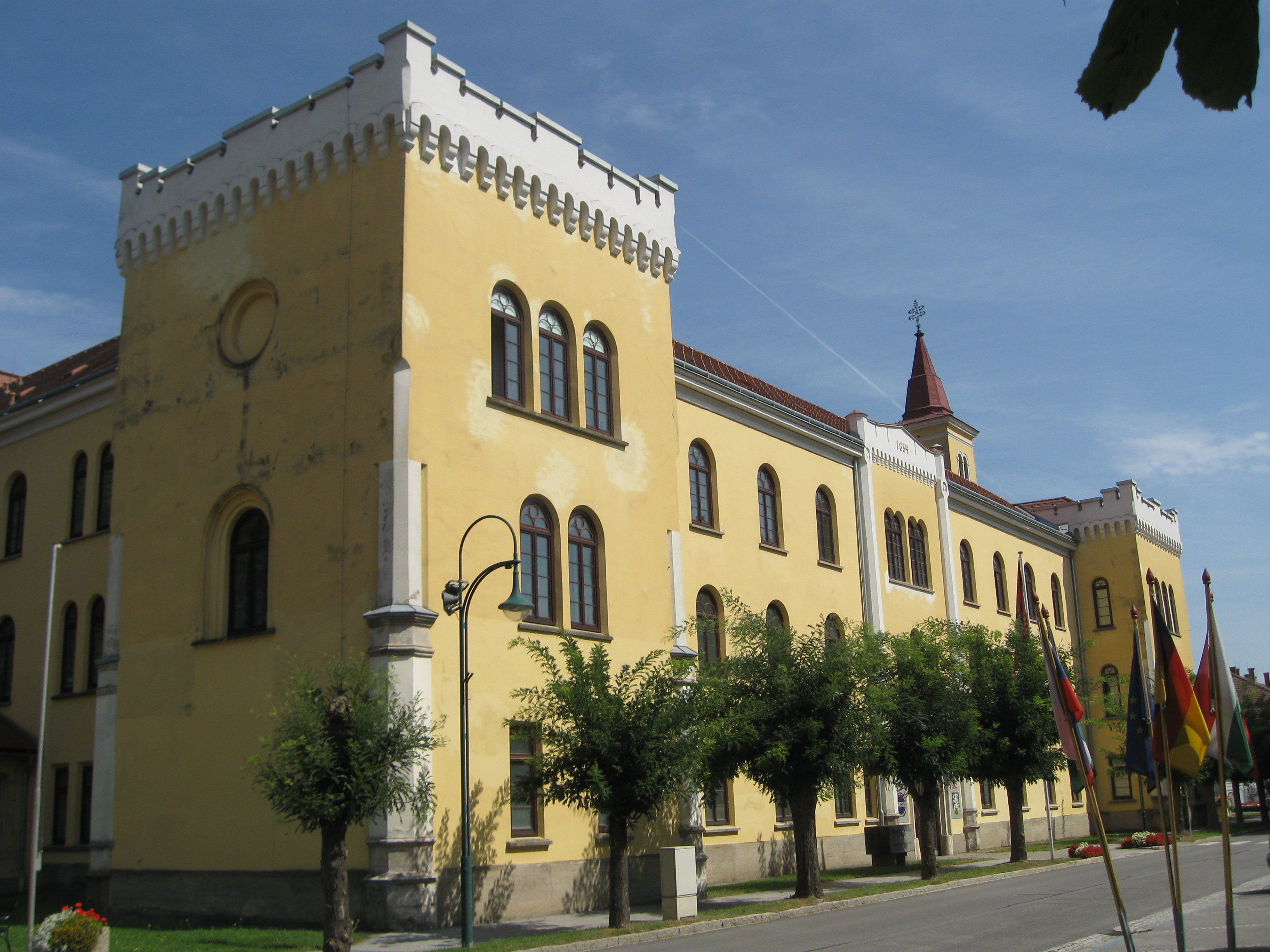
A straßi kastély - János főherceg-laktanya

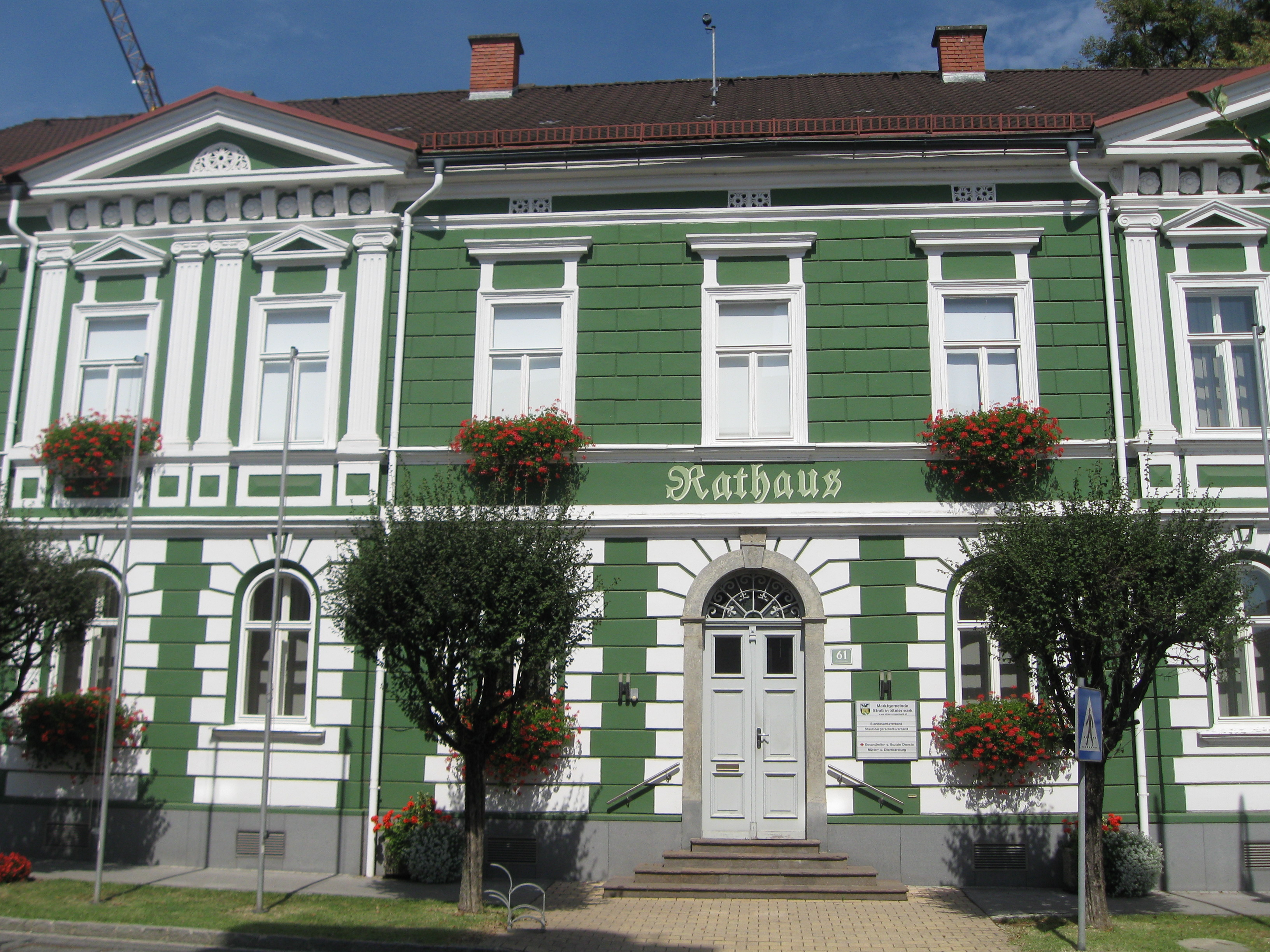
A városháza

Straß in Steiermark a tartomány déli részén fekszik a Nyugat-Stájerország régióban, a Mura mentén, közvetlenül a szlovén határ mellett. A délstájer borvidék része. Az önkormányzat 7 falut fog össze (valamennyit a saját katasztrális községében): Gersdorf an der Mur (369 lakos), Graßnitzberg (194), Obegg (39), Obervogau (877), Spielfeld (759), Straß in Steiermark (1480), Vogau (1122)
A környező települések: nyugatra Ehrenhausen an der Weinstraße, északnyugatra Wagna, északra Gabersdorf, északkeletre Sankt Veit in der Südsteiermark, keletre Murfeld, délre Šentilj (Szlovénia), délnyugatra Kungota (Szlovénia).

## Története
Straß területén a római időszakban pihenő- és lóváltó állomás, valamint körülötte kis település állt, amely az innen északra fekvő Flavia Solvába (ma Wagna és Leibnitz) vezető út mentén terült el. A népvándorlás korában elpusztult.
A középkorban ismeretlen időpontban apró, 2-3 házas település jött létre a helyén, amelyet az írott források Strazza néven említenek. 1286-ban Gotschalk és Dietrich von Neitperg eladta Friedrich von Pettaunak. Straß ekkor a murecki uradalomhoz tartozott. 1470/71-ben a betörő törökök kifosztották, 1480-90 között a Stájerországba bevonuló Mátyás magyar király serege pusztította el, majd 1529-ben ismét a törökök rabolták ki. 1550-ben Bartholomä von Eggenberg Straßból külön uradalmat hozott létre, 1583-ban pedig Wolf von Eggenberg megkezdte a kastély építését. 1624-ben II. Ferdinánd császár mezővárosi jogokat adományozott Straßnak. 1665-90 között a pestis és a török háború okozott nagy nehézségeket. 1675-ben az Eggenbergektől Johann Seifried szerezte meg az uradalmat, majd miután az ő fiával férfiágon kihal a család, házasság révén a Leslie grófok birtokába kerül. 1804-ben a Lesliek is kihaltak és Straßt az Attems grófi család szerezte meg.
Az 1848-as forradalom után az uradalom megszűnt és megalakult a mezőváros önkormányzata. 1852-ben Karl von Attems a kastélyt is eladta a császári hadseregnek, ahol kadétképző iskolát rendeztek be; 1868-tól középiskolának adott helyt, majd 1874-ben kaszárnyává alakították át ahol előbb tüzérek, 1889-től pedig dragonyosok is állomásoztak. A kaszárnyát 1904-ben katonai reáliskolává alakították át. Ugyanebben az évben, valamint 1915-ben a Mura árvize nagy károkat okozott.
Az első világháború után 1918 novemberében az alakuló jugoszláv hadsereg járőre benyomult Straßba és elfoglalta a vasútállomást, de a helyi csendőrség és a hazatérő katonák kiűzték őket.
1938-ban, Ausztria Német Birodalomhoz csatolását követően a kaszárnyában a Deutsches Heer tübingeni ezredét helyezték el. A második világháború kitörését követően az épületben tartalék kórház, majd a háború után menekülttábor működött. A város a brit megszállási zónához tartozott. 1954-ben Straß több évtizedes kérelmezés után önálló egyházközséget kapott.
1969-ben az addig önálló Gersdorf an der Mur községet Straßhoz kapcsolták. A stájerországi közigazgatási reform keretében 2014 végén Straß, Obervogau, Vogau, Straß és Spielfeld önkormányzatokat Straß-Spielfeld néven egyesítették. Vogau a döntést bíróságon támadta meg, de keresetét elutasították. 2016. január 1-én az egyesített önkormányzatot Straß in Steiermark-ra nevezték át. 

## Lakosság
A Straß in Steiermark-i önkormányzat területén 2017 januárjában 4858 fő élt. A lakosság 1981 óta (akkor 4082) egyenletesen növekszik. 2014-ben a helybeliek 89%-a volt osztrák állampolgár; a külföldiek közül 1,4% a régi (2004 előtti), 6,2% az új EU-tagállamokból érkezett. 1,3% a volt Jugoszláviából (Horvátország és Szlovénia nélkül) vagy Törökországból, 2,1% pedig egyéb országokból költözött Straßba. A munkanélküliség 3,5%-os volt. 

## Látnivalók

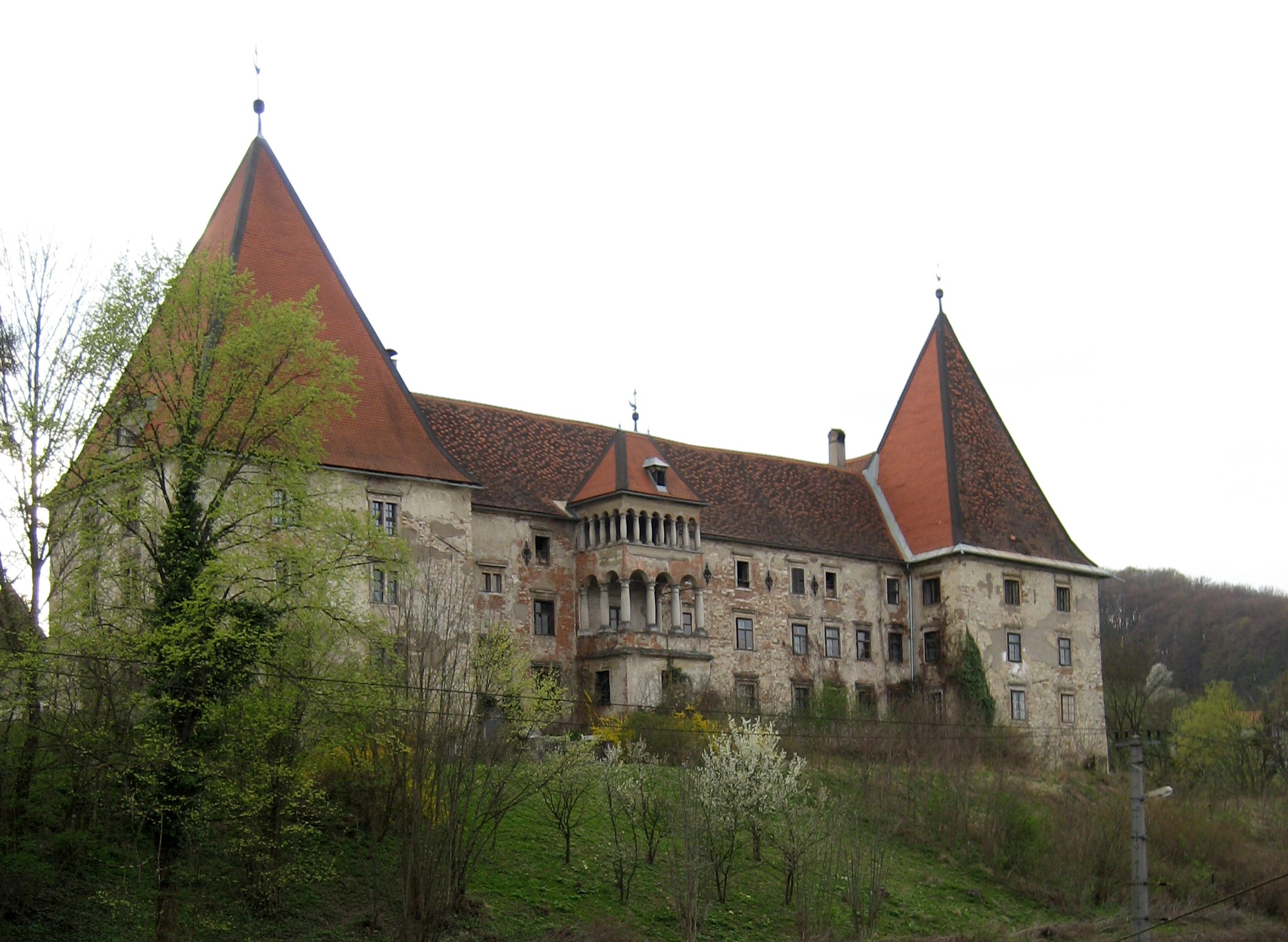
A spielfeldi kastély

- a straßi kastély, ma János főherceg-laktanya és múzeum
- a spielfeldi kastélyt mai formájában Hans Stübich és fia, Sohn Georg Gabriel építtette 1580-1620 között. 1631-ben egy tűzvész okozott benne nagy károkat. Ma egy Kft. tulajdonában van és eseményekre kibérelhető.
- a Mária mennybemenetele-plébániatamplomot Hans Ulrich Eggenberg építtette 1628-ban
- a spielfeldi Szt. Mihály-plébániatemplom
- Gersdorf kápolnája
- Obervogau kápolnája
- a 17. századi straßi Mária-oszlop
- a spielfeldi községháza

## Testvértelepülések
- Schwarzenfeld (Németország)

## Fordítás
- Ez a szócikk részben vagy egészben  a   Straß in Steiermark című német Wikipédia-szócikk ezen változatának fordításán alapul.  Az eredeti cikk szerkesztőit annak laptörténete sorolja fel. Ez a jelzés csupán a megfogalmazás eredetét és a szerzői jogokat jelzi, nem szolgál a cikkben szereplő információk forrásmegjelöléseként.